# Farmacéutico

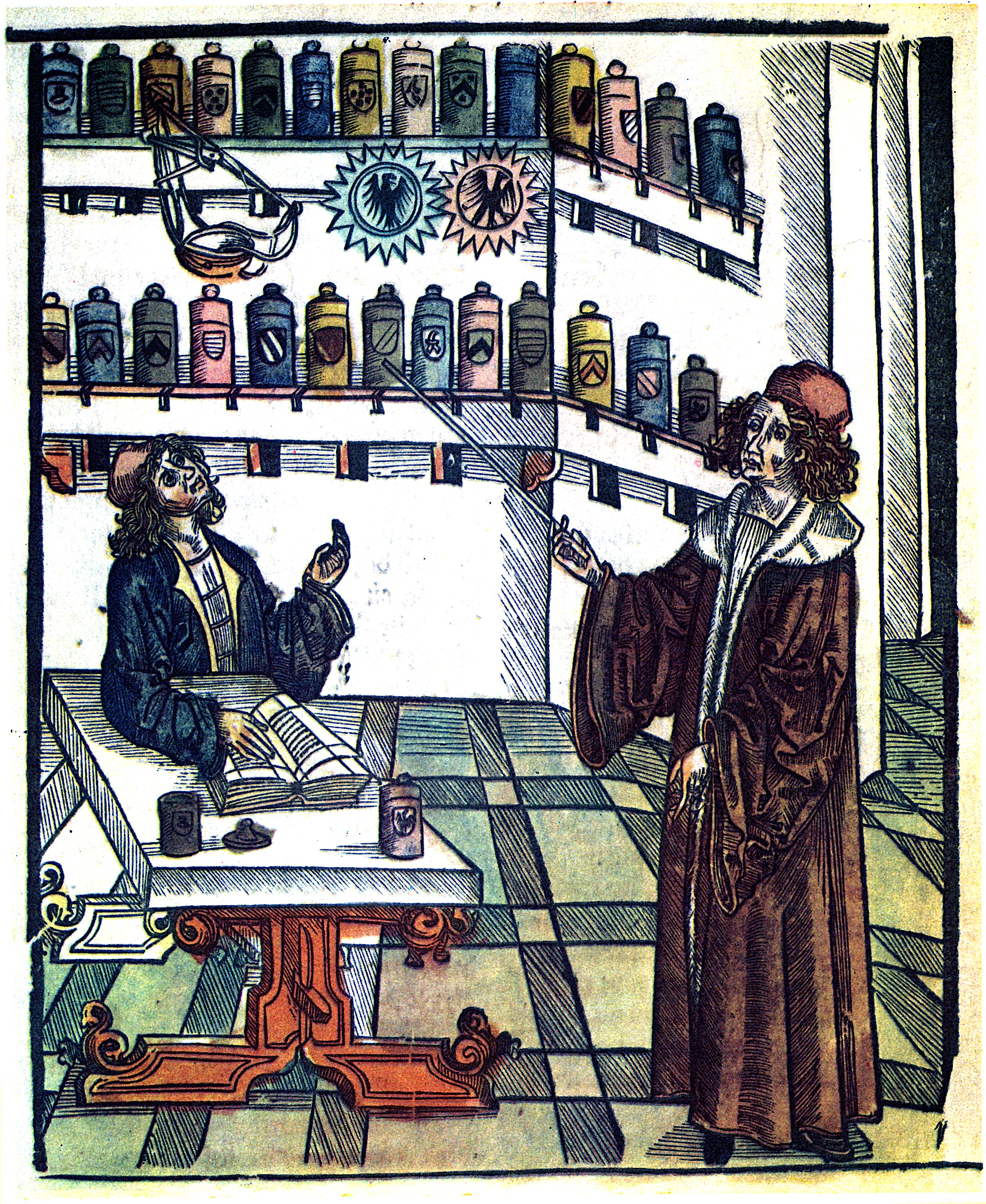
Médico y farmacéutico..

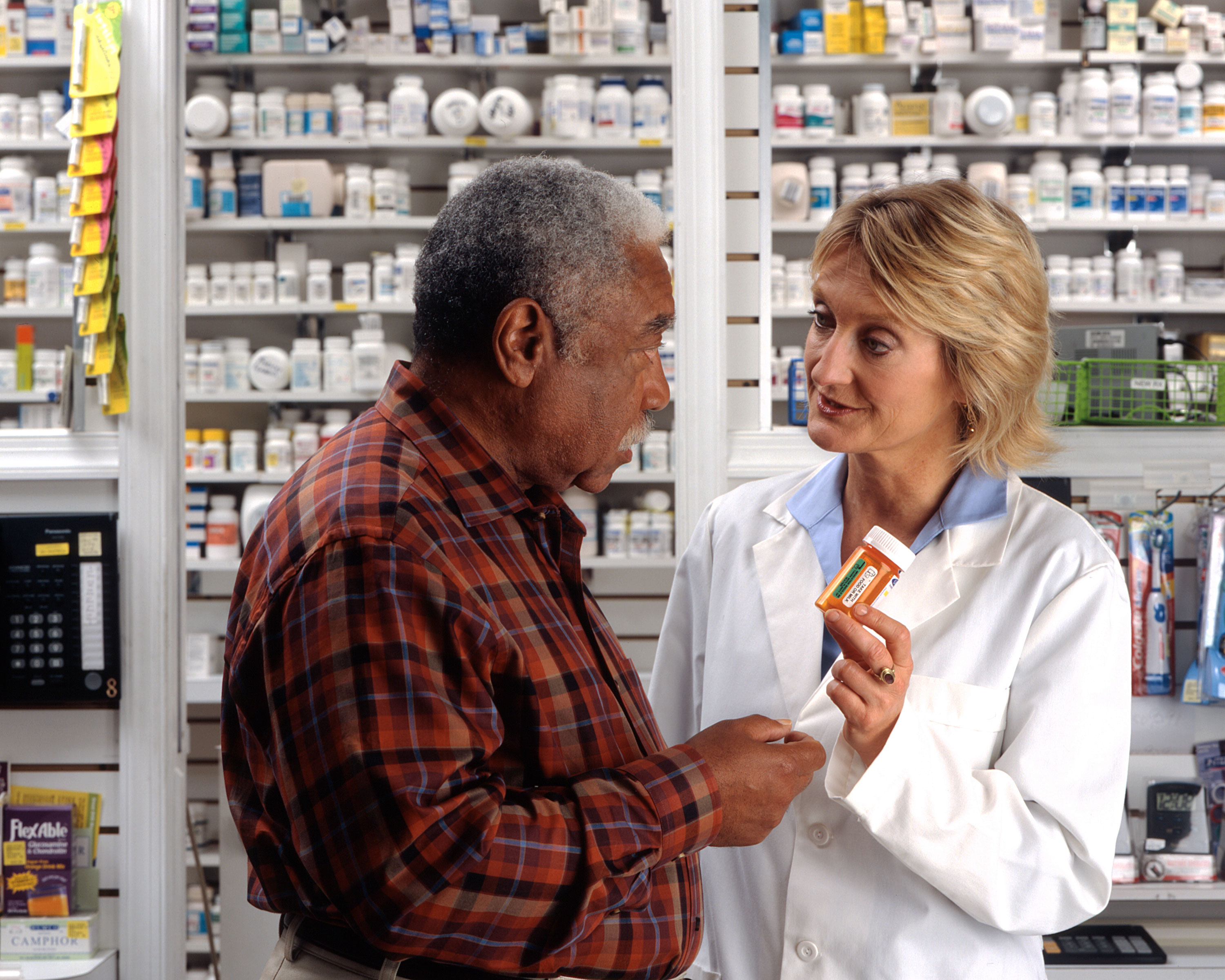

El farmacéutico, químico farmacéutico o boticario es el profesional con habilidades integrales en salud, fabricación de medicamentos, control de calidad, desarrollo e investigación de los mismos. Además el farmacéutico tiene conocimientos de toxicología, legislación (que rige los productos medicamentosos y sanitarios), tecnología farmacéutica y salud pública, entre otros. Se especializa en el área de la Toxicología y Química Forense

## Desarrollo de la profesión

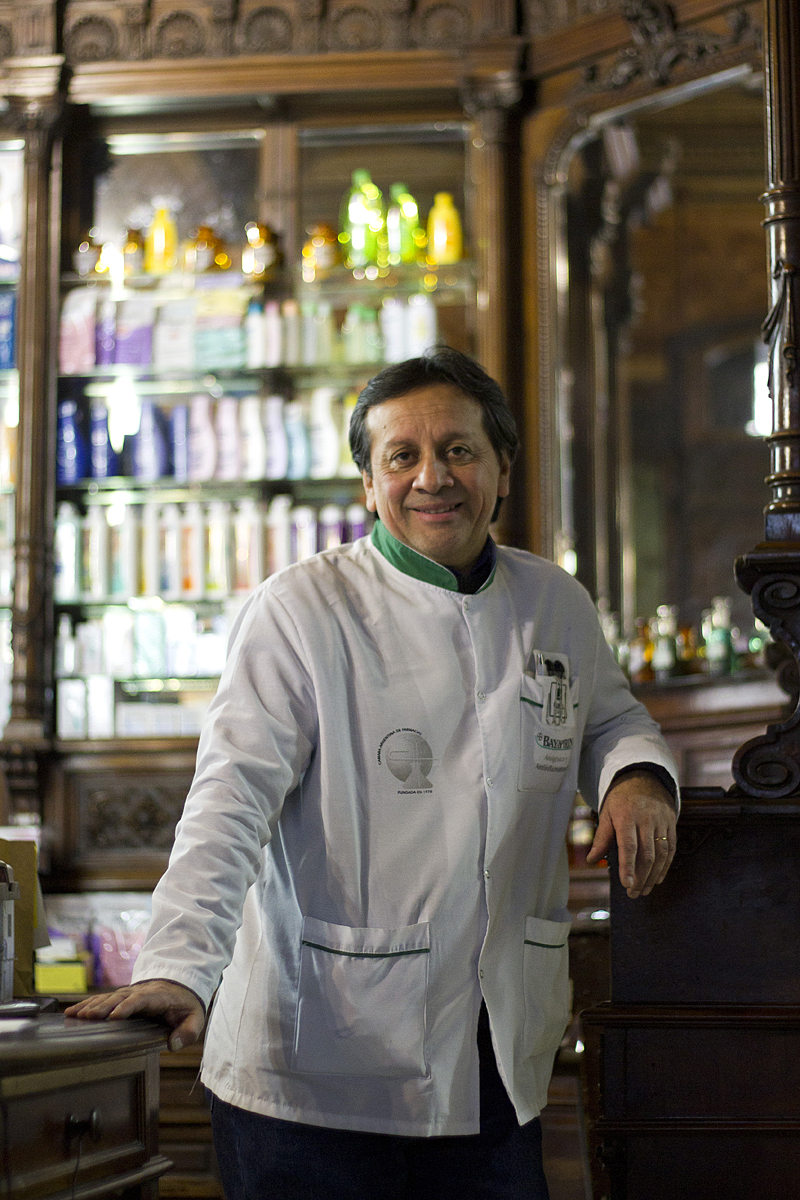
Farmacéutico, en Argentina.

En la antigüedad, el farmacéutico elaboraba medicamentos a partir de principios activos extraídos directamente de animales, plantas y, en menor medida, minerales. La utilización de principios activos directamente de la naturaleza, hacia que, en muchos casos se administraran dosis erróneas (por exceso o por defecto) de sustancias activas lo que provocaba que el efecto fuera demasiado elevado (aparición de efectos adversos) o no fuera suficiente (sin correlación entre el principio activo y la enfermedad a tratar).
Actualmente la mayoría de medicamentos son elaborados de manera semisintética en laboratorio a partir de los principios activos de la naturaleza (tomando como modelo las sustancias activas anteriormente descritas, se modifican para que sean más eficaces, tengan utilidad terapéutica o tengan menores efectos adversos (como transformar el veneno del Tejo en el medicamento quimioterápico Paclitaxel) o sintética, creando los medicamentos para que encajen perfectamente en los receptores sobre los que van a adherirse o que actúen específicamente en las rutas metabólicas y que no se pueden conseguir en la naturaleza. Un ejemplo de fármacos sintéticos son los biotecnológicos: proteínas terapéuticas, anticuerpos monoclonales, etc.

## Denominaciones
Los farmacéuticos en algunos países, sobre todo en Latinoamérica, pueden ser llamados Químicos Farmacéuticos o Químicos Farmacéuticos Biólogos (Q.F.B.). Pero esta denominación puede inducir a error, ya que en algunos países se diferencian los licenciados en Farmacia de los licenciados en química medicinal (o Ciencias Farmacéuticas/ Química farmacéutica). Suelen tener trato protocolar de "doctor" al igual que médicos, odontólogos, bioquímicos, abogados y contadores públicos, debido a sus conocimientos en medicina y la amplitud de sus incumbencias y conocimientos en farmacia comunitaria, farmacia clínica y ciencias farmacéuticas (investigación, desarrollo, diseño y síntesis, elaboración, distribución y dispensación de medicamentos y otros productos para la salud humana).
En Perú, Brasil, Ecuador y Chile, se dicta la carrera de Química (o bioquímica) y Farmacia que al cabo de un plan de estudios de pregrado de seis años, otorga el título de Químico Farmacéutico. 
En Venezuela la carrera de Farmacia tiene una duración de 5 años y el título con el que egresan es de Farmacéutico. En la Universidad Central de Venezuela existe numerosas especializaciones de postgrado de Farmacia, entre ellas están: Toxicología, Farmacia Comunitaria, Farmacología, etc. 
En Argentina, la carrera posee un título final de Farmacéutico y tiene una duración estimada de 6 años. Se dicta en la Universidad de Buenos Aires, en la Universidad Nacional de La Plata, como también en casas de estudios privadas como la Universidad de Belgrano y la Universidad Kennedy. Las incumbencias del Farmacéutico en Argentina son: ser Director Técnico responsable del funcionamiento de la oficina de Farmacia, sea esta privada o de carácter oficial definida por la legislación vigente, así como la Industria Farmacéutica y Cosmética; establecer las especificaciones técnicas, higiénicas y de la seguridad que deben reunir los ambientes en los que se realicen los procesos tecnológicos, en el ámbito oficial o privado, hospitalario o industrial destinados a la preparación de medicamentos y otros productos farmacéuticos, alimentos dietéticos, cosméticos, productos alimenticios y otros relacionados con la salud; integrar el personal técnico de producción, control y desarrollo en Farmacias, Industrias Farmacéuticas, Alimentarias y Cosméticas y laboratorios o institutos relacionados o vinculados con las mismas; extraer, aislar, reconocer, identificar y conservar fármacos y nutrientes naturales de origen animal, vegetal y mineral; sintetizar drogas, preparar y dispensar medicamentos destinados a la curación, alivio, prevención o diagnóstico de las enfermedades de los seres vivos; controlar la calidad en lo relacionado con la producción de medicamentos, alimentos y cosméticos, en cuanto a las materias primas, productos intermedios y finales en su aspecto físico, químico, biológico y/o farmacológico; ejercer la dirección de laboratorios de análisis de drogas y medicamentos; realizar estudios farmacológicos, efectuados en sistemas biológicos aislados o en seres vivos; actuar como asesor, consultor y perito, desempeñándose como Director Técnico en cargos, funciones y comisiones que entiendan en problemas que requieran el conocimiento científico o técnico que emane de la posesión del título de Farmacéutico; intervenir en la redacción del Formulario Nacional, de la Farmacopea y de los Códigos y Reglamentos Alimentarios y realizar las funciones paramédicas autorizadas por la legislación sanitaria (Primeros auxilios, inyecciones, etc.).  
En España, el Farmacéutico adquiere el Grado de Farmacia en la universidad tras 5 años. Una vez que tiene el grado ya está capacitado para trabajar como farmacéutico en oficina de farmacia, sin embargo, actualmente se requiere un máster de especialización para trabajar en industria (tanto farmacéutica, como alimentaria) o en ensayos clínicos. Para acceder a la farmacia hospitalaria, se requiere superar la prueba nacional de acceso a farmacéutico interno residente (FIR) y cursar 4 años como farmacéutico residente en un hospital de España. Para acceder a puestos de regulación legislativa o a farmacéutico del estado se requiere aprobar una oposición estatal. 
En México, por ejemplo debido razones históricas y sociales existe 14 denominaciones de farmacia, siendo los más importantes el de licenciatura en farmacia, el de químico farmacéutico biólogo, los cuales tienen duración de 5 años, posteriormente al terminar pueden acceder a trabajos del área hospitalaria, análisis clínicos e industrias farmacéutica y alimentaria, además de participar en desarrollo e investigaciones multidisciplinarias, en áreas de especialización y de posgrados, es el único país donde existe todas estas denominaciones de esta carrera, con un enfoque tanto químico, como farmacológico y biológico.
Los licenciados en Química Farmacéutica en Italia (Ciencias Farmacéuticas, en Estados Unidos) no pueden ejercer la práctica de la farmacia, por lo que tienen otros campos de actividad que incluyen desde la industria, el análisis y control de calidad hasta la investigación y desarrollo de medicamentos. Para ejercer de farmacéutico en estos dos países, se exige el nivel académico de doctor en farmacia o el título de Pharm.D., respectivamente.[cita requerida]
A pesar de ello, y para evitar confusión en la mayoría de países del planeta la titulación en Farmacia es equivalente a la de Ciencias Farmacéuticas y denota la licenciatura necesaria para ejercer la profesión de farmacéutico, ya que a nivel mundial existen 4 grados de farmacia, el licenciado en farmacia, el químico farmacéutico, el maestro en farmacia y el doctor en farmacia (el maestro y el doctor se refiera a títulos de grado y no de posgrados).

## Estudios
Los farmacéuticos estudian durante la carrera materias como Química, Química Analítica, Química Orgánica, Química Inorgánica, Biología celular, Biología molecular, Álgebra, Cálculo, Técnicas Instrumentales, Bioquímica, Anatomía, Botánica, Zoología, Microbiología, Parasitología, Física, Bioestadística, Fisiología, Química Física, Semiología, Inmunología, Salud Pública y Análisis Clínicos,como asignaturas que proporcionan una base químico-física-biomédica, y Química Farmacéutica, Fisiopatología, Farmacología, Farmacia galénica, Farmacognosia, Historia, Tecnología farmacéutica, Cosmética, Dermofarmacia, Biofarmacia, Biotecnología, Farmacocinética, Farmacia Clínica, Farmacoterapia, Epidemiología, Farmacoepidemiología, Atención farmacéutica, Farmacovigilancia, Farmacogenética, Farmacogenómica, Farmacotecnia, Toxicología - Química legal, Genómica funcional, Tecnología Alimentaria, Inocuidad alimentaria, Bromatología, Operaciones y Procesos, Control de calidad, Marketing farmacéutico, Administración, Gestión y legislación farmacéuticas como asignaturas de las ciencias farmacéuticas y de base para la práctica farmacéutica.

## Cometido

### Oficina de farmacia
La especialidad más extendida, al menos en la cultura popular, de un farmacéutico es la titularidad de una oficina de farmacia. Para acceder a ella, en España se tienen dos formas: presentar a un concurso público o adquirir una licencia por parte de otro titular, lo que convierte la compraventa de farmacia en una transacción entre particulares. La Oficina de Farmacia es un establecimiento privado de interés público y para determinar el precio de esa licencia de apertura de una farmacia, se tendrán en cuenta múltiples factores pero, principalmente, dependerá de la facturación de la botica.
El farmacéutico lleva a cabo la atención farmacéutica al paciente que implica el seguimiento farmacoterapéutico que comprende primero, el acto en sí de la dispensación, el control e indicación de las tomas, la información hacia el paciente, despejar dudas del paciente, el control de las posibles interacciones farmacológicas y la correcta conservación de los medicamentos.
El farmacéutico, en su oficina de farmacia, elabora medicamentos en dosis adaptadas a niños o a patologías concretas, estas preparaciones son conocidas como fórmulas magistrales y oficinales, cumpliendo una función social cuando no disponen de estos medicamentos en forma industrializada. La dispensación (a diferencia de la venta, que implica mercancía) de medicamentos puede ser:
- Con receta: la gran mayoría de los medicamentos necesitan ser recetados por un profesional sanitario (médicos, veterinarios, odontólogos, entre otros) y el farmacéutico no puede dispensar el fármaco si el paciente no entrega la receta correctamente cumplimentada.[5]

- Sin receta: otros medicamentos, denominados publicitarios (medicamentos de venta directa u OTC), no necesitan receta y, por tanto, todo el mundo puede comprarlos sin que un médico se lo haya indicado.[6]

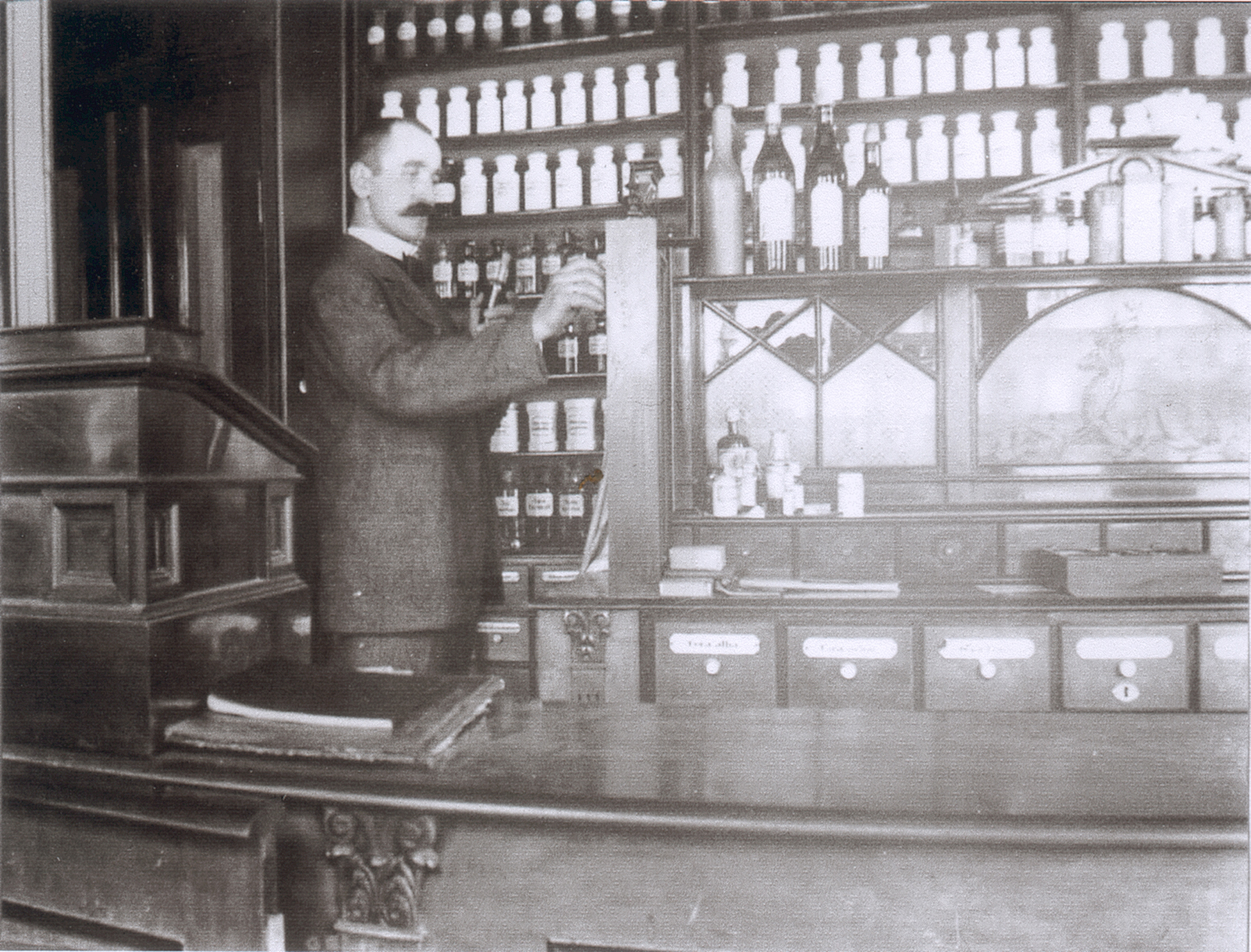
Farmacéutico, en una oficina de farmacia.

Otro cometido de un farmacéutico en una oficina de farmacia es la de aconsejar y vigilar a los pacientes sobre los posibles reacciones adversas a medicamentos, interacciones entre los mismos, y enseñarle la mejor forma de poder aprovechar al máximo los beneficios del medicamento y, en general, dudas sobre ellos de acuerdo a todo tipo de terapia. Si lo cree conveniente, el farmacéutico puede derivar a la persona a un médico.[cita requerida]
Recientemente, se aboga por la práctica de la atención farmacéutica como el principal cometido de los farmacéuticos comunitarios.
Aparte de las citadas recetas también se venden otros productos de parafarmacia como productos de cosmética, alimentos especiales, productos de higiene personal, ortopedia, etc. Popularmente a la oficina de farmacia se le suele llamar simplemente farmacia y tradicionalmente se le llama botica. Una oficina de farmacia puede albergar un laboratorio de análisis clínicos o uno de elaboración de productos medicinales mediante las fórmulas magistrales o preparados oficinales.[cita requerida]

### Personal de oficina de farmacia
La oficina de farmacia es el lugar donde el farmacéutico comunitario desenvuelve su labor profesional. Las oficinas de farmacia pueden ser propiedad de un farmacéutico, o en algunos países propiedad de una cadena de farmacias o empresarios. En cualquier caso, en una oficina de farmacia siempre ha de haber un farmacéutico titulado en todo momento, bien titular o empleado, entre los que encontramos distintas categorías: regente, sustituto, adjunto o facultativo. Estas categorías son beneficiarias del llamado "plus facultativo". Sin embargo, en la botica también se encuentra personal auxiliar, que ayudan al farmacéutico en la dispensación y recepción de pedidos, pero que ya no percibiría este complemento salarial. Poco a poco se van introduciendo los técnicos en farmacia.

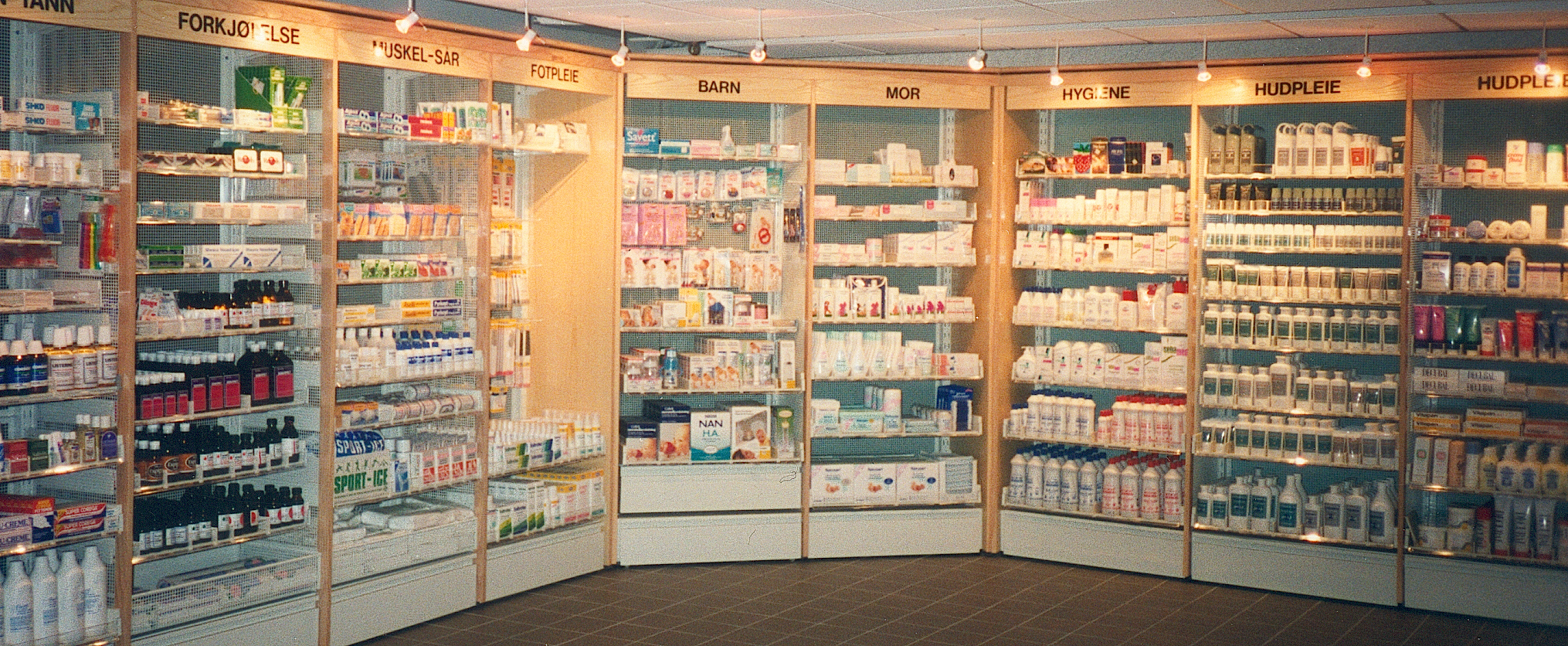
Estanterías de una oficina de farmacia.

El personal cumple las siguientes funciones:
- Diligenciar y controlar los productos.
- Facturación e información en establecimientos de farmacia.
- Dispensar medicamentos y productos de parafarmacia.
- Informar a los clientes sobre su utilización.
- Determinar parámetros anatómico-fisiológicos sencillos y fomentar hábitos saludables en los clientes.
- Elaborar preparados medicamentosos, dietéticos y cosméticos, bajo protocolos establecidos y supervisión del facultativo.
- Realizar análisis clínicos elementales y normalizados, bajo la supervisión del facultativo (esta actividad puede estar reservado al profesional bioquímico en algunos países).[13]

En América Latina, la farmacia no puede existir sin el Farmacéutico, quien debe preparar medicamentos, controlar y supervisar la dispensación de medicamentos, no siempre atiende público, el que atiende público es un Auxiliar de Farmacia.
Pero en la actualidad la mayoría de los medicamentos son preparados en la Industria, aplicando la tecnología farmacéutica más sofisticada como tanques, mezcladores y más instalaciones industriales para elaborar lotes de distintas formas farmacéuticas, sin mencionar el uso de sistemas de control de calidad, aseguramiento de la calidad y de administración que permitan fabricarlos en serie, de la mejor calidad y económicamente viables siguiendo las GMP (Buenas Prácticas de Manufactura).[cita requerida]

### Farmacia de hospital
En casi todos los países, los farmacéuticos hospitalarios son farmacéuticos que han estudiado y realizado prácticas profesionales por un período de 1 a 5 años como postgrado. Esta especialización les permite realizar funciones clínicas y técnicas que normalmente no se esperan de los licenciados en farmacia. Un farmacéutico de hospital bien formado puede de hecho actuar, y esta es la realidad en muchos hospitales, como farmacéutico clínico (al mismo nivel de competencia, sino mayor ya que están más preparados para tareas de planificación y científico-técnicas, que los farmacólogos clínicos que generalmente suelen ser licenciados en medicina con escasa formación en ciencias farmacéuticas). Según algunos, esto explica porque la evolución y desarrollo de la farmacia hospitalaria y clínica ha sido mucho mayor que la farmacología clínica (restringida solo a médicos). No obstante, existen áreas donde la colaboración entre médicos formados en farmacología clínica y farmacéuticos de hospital (farmacéuticos clínicos) puede ser muy fructífera como por ejemplo: los ensayos clínicos, la farmacoeconomía, la farmacovigilancia y la evaluación de tecnologías sanitarias entre otras.

### Industria farmacéutica
La investigación, desarrollo, elaboración y control de formas de dosificación de los medicamentos a gran escala son otros de los principales cometidos de los farmacéuticos.
Actualmente esta labor se desarrolla en la Industria Farmacéutica y Biotecnológica. Para ello, según los diferentes países, los farmacéuticos están más o menos preparados y por ello realizan breves o extensos programas del postgrado para realizar estas funciones.
Aparte del diseño de formas de dosificación y la elaboración y control de medicamentos, los farmacéuticos pueden desarrollar multitud de funciones específicas en la industria farmacéutica (técnicos comerciales, jefes de marketing de productos, monitores de ensayos clínicos, farmacólogos, químicos farmacéuticos, bioquímicos, especialistas de registros farmacéuticos, relaciones institucionales, farmacoeconomía, información médica, asesores médicos, etc.).

### Laboratorio de investigación
La investigación y desarrollo de nuevos fármacos es un sector en auge hoy día. La necesidad de buscar remedio a miles de enfermedades es uno de los objetivos prioritarios y los farmacéuticos se encargan de investigar tanto el uso y seguridad de utilización de principios activos (naturales, semisinteticos o sintéticos) así como establecer la dosis correcta y comprobar que son eficaces y seguros. Para ello se valen de la colaboración de múltiples especialistas en ciencias farmacéuticas y biomédicas (licenciados en ciencias experimentales, de la salud y de la vida) y a la utilización de ensayos clínicos.

## Especialidades
Farmacia es una profesión muy amplia. Lo que más conoce la población es la farmacia comunitaria que está regida por un farmacéutico quien tiene a su cargo la dirección técnica y científica del establecimiento; además puede preparar ciertos medicamentos ya sea por orden médica, generalmente el dermatólogo, o de formulación propia. En muchos países con el título de licenciado es suficiente.
Sin embargo, en muchos países para ciertas actividades es necesaria una especialización reglada del farmacéutico (por ejemplo, el sistema FIR, Farmacéutico interno residente de España) o bien a través de maestrías o doctorados:

### Especializaciones farmacéuticas regladas
- Farmacia hospitalaria
- Farmacia clínica (dependiendo del país)
- Patología humana y análisis físico
- Radiofarmacia
- Microbiología y parasitología clínicas (según el país esta especialización puede estar reservada para el profesional bioquímico)
- Bioquímica clínica (según el país esta especialización puede estar reservada para el profesional bioquímico)
- Inmunología clínica (según el país esta especialización puede estar reservada para el profesional bioquímico)
- Análisis clínicos (según el país esta especialización puede estar reservada para el profesional bioquímico)
- Farmacia industrial y galénica
- Análisis y control de drogas y medicamentos

### Doctorados/Maestrías adecuadas para farmacéuticos
- Farmacología.
- Biofarmacia y farmacocinética.
- Tecnología farmacéutica.
- Química farmacéutica.
- Farmacognosia.
- Toxicología.
- Bioquímica y biología molecular.
- Microbiología.
- Biotecnología.
- Química física.
- Química orgánica.
- Bromatología.
- Farmacoepidemiología.
- Botánica.
- Farmacoeconomía y economía de la salud.
- Administración y dirección de empresas.
- Farmacia asistencial y atención farmacéutica.

### Otros campos de actividad profesional
- Farmacia clínica y Atención farmacéutica
- Farmacia de atención primaria
- Dirección técnica de laboratorios y distribuidoras
- Control de Calidad de toda forma farmacéutica destinada a uso humano
- Marketing farmacéutico
- Política y gestión farmacéutica
- Dermofarmacia y cosmetología
- Sanidad ambiental
- Salud pública
- Investigación clínica con medicamentos
- Registro de medicamentos
- Ensayos clínicos
- Información de medicamentos
- Farmacovigilancia
- Análisis de medicamentos
- Análisis de alimentos
- Microbiología (según el país esta actividad puede estar reservada para el profesional bioquímico)